# Eupithecia usurpata
Eupithecia usurpata är en fjärilsart som beskrevs av Richard F. Pearsall 1909. Eupithecia usurpata ingår i släktet Eupithecia och familjen mätare. Inga underarter finns listade i Catalogue of Life.